# Potchefstroom

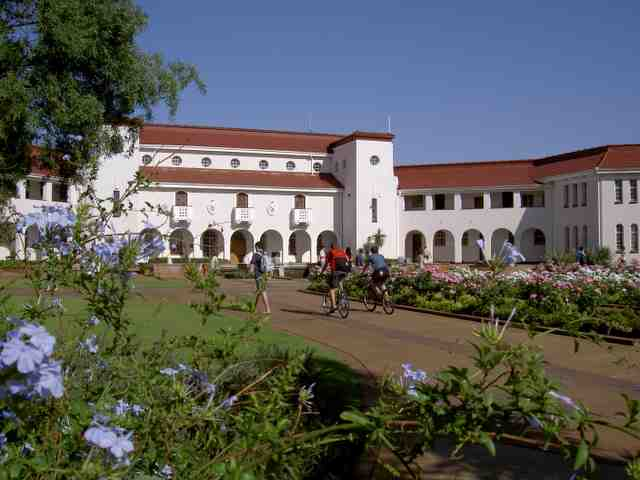
Universitetsbyggnad i Potchefstroom.

Potchefstroom (tidigare Vrijburg eller Vryburg) är en stad i Nordvästprovinsen i norra Sydafrika, vid Mooi, en biflod till Vaal, elva mil sydväst om Johannesburg. Folkmängden uppgick till 149 230 invånare vid folkräkningen 2011, inklusive delområdena Potchefstroom, Ikageng, Mohadin, Mooivallei Park och Promosa.

## Näringsliv
Viktiga näringar i staden är handel samt stål- och livsmedelsindustri och kemisk industri. I omgivningarna finns guldgruvor. Staden har ett universitet och flera andra högskolor.

## Historia
Staden grundades 22 december 1838 av Andries Hendrik Potgieter och var den äldsta huvudstaden i Sydafrikanska republiken (motsvarande Transvaal, nuvarande provinserna Gauteng, Nordvästprovinsen, Limpopoprovinsen och Mpumalanga).
Staden belägrades december 1880–mars 1881 av boerna. Dess brittiska garnison förmåddes att kapitulera efter ett omtalat svek av Piet Cronjé.